# 三辺信夫
三辺 信夫（みなべ のぶお、1931年1月16日 - 2019年8月1日）は、日本の経済学者。大阪市立大学名誉教授。専門は国際経済学、特に国際貿易論。

## 経歴
出生から修学期
1931年に富山県高岡市で生まれた。1950年に広島県立尾道北高等学校を卒業し、大阪市立大学に進学。大学では名和統一の薫陶を受けた。1954年に卒業。その後は同大学大学院経済学研究科に進学し、1956年に修士号を取得。博士課程を単位取得退学。
経済学研究者として
その後は大阪市立大学助手に採用された。1961年には6月から8月の2か月間コロラド大学ボルダー校に留学し、マーティン・ブロンフェンブレンナーの下で学んだ。その1か月後の1961年9月からはロチェスター大学大学院に進学し、、修士号（M.A.）と博士号（Ph.D.）を取得。ロチェスター大学ではロナルド・ジョーンズとライオネル・マッケンジーに師事した。ジョーンズは三辺の指導教官でありながら、三辺とは同い年であった。
博士号取得後すぐに大阪市立大学講師として着任。1972年には学位論文『外国貿易の純粋理論』を大阪市立大学に提出し、経済学博士号を取得している。1975年に教授昇格。1991年に大阪市立大学を定年退官し、名誉教授となった。その後は追手門学院大学教授を務めた。

## 研究内容・業績
American Economic Review、European Economic ReviewやJournal of International Economicsなど国外の一流雑誌に論文を掲載している。ヘクシャー＝オリーン・モデル、レオンチェフの逆説、近隣窮乏化政策などについての理論的考察をした研究に取り組んだ。同時期に活躍した小島清の海外直接投資理論について論じた論文も発表している。
三辺の博士課程修了後も学術交流が続き、ロナルド・ジョーンズは三辺の招きで大阪市立大学で在外研究を行い、大学紀要にも論文を寄せている。
入江猪太郎、石井吾郎、坂本彌三郎、水谷一雄、藤井茂、小島清にも指導を受けたと述べている。

## 著作
著書
- 『外国貿易の純粋理論』風間書房 1971
- 『国際貿易と経済成長理論』(研究叢書 5) 大阪市立大学経済学会 1975

主要学術論文
- "The Heckscher-Ohlin Theorem, the Leontief Paradox and Economic Growth." American Economic Review, 1966, 56(5): 1193-1211.
- "Capital and Technology Movements and Economic Welfare." American Economic Review, 1974, 64(6): 1088-1100.
- "Factor Market Distortions, Factor Intensities and Economic Welfare." European Economic Review, 1974, 6(4): 397-410.
- "A Simple Linear Programming Model of the Heckscher-Ohlin Theory of International Trade." European Economic Review, 1977, 9(3): 333-343.
- "The Possible Shapes of the Production Possibility Curve under the Cobb-Douglas Production Function." European Economic Review, 1980, 14(1): 1-8.
- "Tariffs, Capital Export and Immiserizing Growth." Journal of International Economics, 1981, 11(1): 117-121.